# Лехуса
Лехуса, още леуса или левуса (на гръцки: Ελεούσα, Елеуса), е българско диалектно название на родилката. Произлиза от гръцката дума елеуса, в превод милостива, с която често се назовава Пресвета Богородица.
Според българските народни вярвания лехусите са и духове, които идват при родилките до 40-ия ден след раждането. Ако не бъдат спрени, донасят болести, лудост, смърт. Затова при майката и бебето до този ден винаги трябва да има някой, а след изтичане на 40 дни се омесва медена пита, за да ги умилостиви.